# Пронюшкін Микола Борисович
Микола Борисович Пронюшкін — радянський господарський, державний та політичний діяч, Герой Соціалістичної Праці.

## Біографія
Народився 1936 року в Маріуполі. Член КПРС.
З 1951 року – на господарській, громадській та політичній роботі. У 1951-1994 рр. — тракторист Привокзальної машинно-тракторної станції, ланкової колгоспу «Батьківщина» Залігощенського району Орловської області, отримав урожай цукрових буряків 350 центнерів із гектара.
Указом Президії Верховної Ради СРСР від 11 грудня 1973 надане звання Героя Соціалістичної Праці з врученням ордена Леніна та золотої медалі «Серп і Молот».
Обирався депутатом Верховної Ради РРФСР 9-го скликання.
Почесний громадянин Залігощенського району (2005).
Живе у Залігощенському районі.